# Iván Palazzese
Iván Palazzese was een Venezolaans motorcoureur. Zijn beste seizoen was dat van 1982, toen hij als derde eindigde in de 125cc-klasse. 

Iván Palazzese werd weliswaar geboren in Italië, maar verhuisde al op jonge leeftijd met zijn familie naar Venezuela, waar hij opgroeide in Caracas.

## Carrière

### 125 cc
Al op vijftienjarige leeftijd debuteerde hij in de 125cc-GP van Venezuela van 1977, waar hij derde werd achter Ángel Nieto en Toni Mang.
In het seizoen 1978 reisde hij met zijn familie naar verschillende Europese WK-races. In het seizoen 1979 reed hij zich naar poleposition in de GP van Venezuela. Hij nam ook de leiding in de race door Ángel Nieto te passeren, maar moest opgeven toen zijn accu de geest gaf.
In het seizoen 1980 trok de familie Palazzese een heel seizoen door Europa. Iván werd met zijn nieuwe MBA 125 meteen zesde in de GP des Nations en in de Spaanse GP werd hij zelfs tweede. Daarna volgden een aantal races waarin de MBA stilviel, maar in de Britse Grand Prix en de GP van Tsjecho-Slowakije scoorde hij weer punten en hij eindigde het seizoen als zevende in de 125cc-klasse.
Ook het seizoen 1981 sloot hij als zevende af, onder meer door podiumplaatsen in de GP van Spanje en de GP van Zweden. In de Britse Grand Prix lag hij aan de leiding toen hij uitviel door een vastloper. Hij had nu echter geen volledig seizoen gereden: slechts acht van de twaalf wedstrijden. 
Het seizoen 1982 was zijn beste. Hij had nu de beschikking over de oude fabrieks-MBA waarmee Pier Paolo Bianchi in 1981 derde was geworden. Als Palazzese de finish haalde scoorde hij steeds punten (de 21e plaats in de GP van Frankrijk kwam door een opgave in de laatste ronde, waardoor hij toch een klassering kreeg). In dit seizoen scoorde hij ook zijn beide overwinningen, in de GP van Finland en de GP van Zweden. Vooral de overwinning in Finland maakte indruk: in de regen reed Iván Palazzese bijna alle concurrenten op een ronde. 

### 250 cc
In het seizoen 1983 stapte Iván Palazzese over naar de 250cc-klasse. Hij werd gecontracteerd door Andrez Ippolito, een invloedrijk man in de Zuid-Amerikaanse motorsport. Hij was directeur van Venemotos, de Venezolaanse Yamaha-importeur, maar ook de drijvende kracht achter de Grand Prix van Venezuela en de Grand Prix van Argentinië. Ippolito trok Palazzese aan om steun te verlenen aan zijn landgenoot Carlos Lavado. Ippolito maakte het zelf niet meer mee, want hij stierf al in februari 1983 aan een hartaanval. Hij werd opgevolgd door zijn zoon Vito, die later nog voorzitter van de FIM zou worden. In de 250cc-klasse waren de prestaties van Iván echter zeer wisselend, met als dieptepunt het seizoen 1985. Toen Iván zich voor de GP van Oostenrijk niet wist te kwalificeren werd hij door Vito Ippolito ontslagen. 
Iván Palazzese sloeg het seizoen 1986 vrijwel geheel over en beleefde daarna als privérijder nog twee matige seizoenen met een Yamaha TZ 250. Toch werd hij in het seizoen 1989 ingehuurd door het fabrieksteam van Aprilia, naast Didier de Radiguès. Het seizoen van Palazzese verliep verhoudingsgewijs goed. Bij vertrek naar de GP van Duitsland stond hij op de dertiende plaats in het 250cc-WK, maar hij was daarmee wel de beste Aprilia-coureur. 

## Overlijden
In de tweede ronde van de Duitse Grand Prix op de Hockenheimring kreeg de Aprilia van Andreas Preining een vastloper. Preining stak zijn hand op ten teken dat hij langzaam reed, waarop Iván Palazzese van zijn lijn afweek om Preining te ontwijken. Daarbij raakte hij Bruno Bonhuil en beiden kwamen met hoge snelheid ten val. Coureurs en motorfietsen lagen op de baan en Fabio Barchitta kon de ravage niet meer ontwijken en is mogelijk ook op Palazzese ingereden. De baancommissarissen adviseerden de wedstrijdleiding telefonisch om de wedstrijd te staken, maar kregen geen antwoord. Virginio Ferrari, alleen gewaarschuwd door gele vlaggen, stopte op de plaats van het ongeval en hij was de eerste die probeerde hulp te verlenen aan Palazzese. Dat mocht echter niet baten, net zomin als de later door hulpverleners toegepaste hartmassage. Palazzese overleed in het universiteitsziekenhuis van Heidelberg.
Iván liet zijn echtgenote Irama achter. Zij was zwanger en op 10 augustus werd hun zoon Iván Stefano geboren. In Iván Palazzese's geboorteplaats Alba Adriatica werd een bronzen gedenksteen geplaatst.

## Wereldkampioenschap wegrace resultaten
|                    | 1e | 2e | 3e | 4e | 5e | 6e | 7e | 8e | 9e | 10e | 11e | 12e | 13e | 14e | 15e |
| Punten t/m 1987:   | 15 | 12 | 10 | 8  | 6  | 5  | 4  | 3  | 2  | 1   |     |     |     |     |     |
| Punten vanaf 1988: | 20 | 17 | 15 | 13 | 11 | 10 | 9  | 8  | 7  | 6   | 5   | 4   | 3   | 2   | 1   |

(Races in vet zijn pole-positions; races in cursief geven de snelste ronde aan)
| Jaar | Klasse | Team      | Motorfiets    | 1       | 2       | 3       | 4       | 5       | 6       | 7       | 8       | 9       | 10      | 11      | 12     | 13      | 14     | 15    | Punten | Plaats | Overwinningen |                                                | Wereldkampioen                 |
| ---- | ------ | --------- | ------------- | ------- | ------- | ------- | ------- | ------- | ------- | ------- | ------- | ------- | ------- | ------- | ------ | ------- | ------ | ----- | ------ | ------ | ------------- | ---------------------------------------------- | ------------------------------ |
| 1977 | 125 cc | Privé     | Morbidelli    | VEN 3   | OOS -   | DUI -   | NAT -   | SPA -   | FRA -   | JOE -   | NED -   | BEL -   | ZWE -   | FIN -   |        | GBR -   |        |       | 10     | 16e    | 0             |                                                | Pier Paolo Bianchi, Morbidelli |
| 1978 | 125 cc | Privé     | Morbidelli    | VEN DNF | SPA 12  | OOS DNF | FRA DNF | NAT 15  | NED -   | BEL -   | ZWE -   | FIN -   | GBR -   | DUI -   |        | JOE -   |        |       | 0      | -      | 0             | Eugenio Lazzarini, MBA                         |                                |
| 1979 | 125 cc | Privé     | MBA           | VEN DNF | OOS -   | DUI -   | NAT -   | SPA DNF | JOE -   | NED -   | BEL -   | ZWE -   | FIN -   | GBR -   | TSL -  | FRA -   |        |       | 0      | -      | 0             | Ángel Nieto, Minarelli                         |                                |
| 1979 | 350 cc | Privé     | Yamaha TZ 350 | VEN DNF | OOS -   | DUI -   | NAT -   | SPA -   | JOE -   | NED -   |         |         | FIN -   | GBR -   | TSL -  | FRA -   |        |       | 0      | -      | 0             | Kork Ballington, Kawasaki KR 350               |                                |
| 1980 | 125 cc | Privé     | MBA           | NAT 6   | SPA 2   | FRA DNF | JOE DNF | NED DNF | BEL DNF | FIN DNF | GBR 4   | TSL 8   | DUI 11  |         |        |         |        |       | 28     | 7e     | 0             | Pier Paolo Bianchi, MBA                        |                                |
| 1981 | 125 cc | Privé     | MBA           | ARG DNF | OOS -   | DUI -   | NAT -   | FRA 7   | SPA 2   | JOE 6   | NED 5   |         | SMR DNF | GBR DNF | FIN -  | ZWE 3   |        |       | 37     | 7e     | 0             | Jon Ekerold, Bimota-Yamaha                     |                                |
| 1981 | 250 cc | Privé     | Yamaha TZ 250 | ARG DNF |         | DUI -   | NAT -   | FRA -   | SPA -   |         | NED -   | BEL -   | SMR -   | GBR -   | FIN -  | ZWE -   | TSL -  |       | 0      | -      | 0             | Toni Mang, Kawasaki KR 250                     |                                |
| 1982 | 125 cc | Privé     | MBA           | ARG 5   | OOS DNF | FRA 21  | SPA DNF | NAT 3   | NED 6   | BEL DNF | JOE 5   | GBR 5   | ZWE 1   | FIN 1   | TSL 2  |         |        |       | 75     | 3e     | 2             | Ángel Nieto, Garelli                           |                                |
| 1983 | 250 cc | Venemotos | Yamaha TZ 250 | ZAF 10  | FRA 14  | NAT 8   | DUI DNF | SPA 10  | OOS 18  | JOE DNF | NED 2   | BEL 8   | GBR 16  | ZWE 15  |        |         |        |       | 20     | 13e    | 0             | Carlos Lavado, Venemotos-Yamaha TZ 250         |                                |
| 1984 | 250 cc | Venemotos | Yamaha TZ 250 | ZAF 8   | NAT DNF | SPA DNF | OOS DNS | DUI DNF | FRA DNQ | JOE 6   | NED 20  | BEL 4   | GBR DNF | ZWE 16  | SMR 12 |         |        |       | 16     | 15e    | 0             | Christian Sarron, Sonauto-Yamaha TZ 250        |                                |
| 1985 | 250 cc | Venemotos | Yamaha TZ 250 | ZAF 14  | SPA 17  | DUI DNF | NAT 16  | OOS DNQ | JOE -   | NED -   | BEL -   | FRA -   | GBR -   | ZWE -   | SMR -  |         |        |       | 0      | -      | 0             | Freddie Spencer, Rothmans-HRC-Honda RS 250 R-W |                                |
| 1986 | 250 cc | Privé     | Rotax         | SPA -   | NAT 20  | DUI -   | OOS -   | JOE -   | NED -   | BEL -   | FRA -   | GBR -   | ZWE -   | SMR -   |        |         |        |       | 0      | -      | 0             | Carlos Lavado, HB-Venemotos-Yamaha YZR 250     |                                |
| 1987 | 250 cc | Privé     | Yamaha TZ 250 | JAP -   | SPA DNQ | DUI DNQ | NAT DNF | OOS DNF | JOE 10  | NED 6   | FRA DNF | GBR DNF | ZWE DNF | TSL 8   | SMR 12 | POR DNF | BRA -  | ARG - | 9      | 16e    | 0             | Toni Mang, Rothmans-HRC-Honda NSR 250          |                                |
| 1988 | 250 cc | Privé     | Yamaha TZ 250 | JAP DNF | VST -   | SPA DNF | POR 21  | NAT DNQ | DUI -   | OOS 9   | NED 13  | BEL DNF | JOE DNS | FRA DNS | GBR 11 | ZWE 6   | TSL 17 | BRA - | 25     | 18e    | 0             | Sito Pons, Campsa-HRC-Honda NSR 250            |                                |
| 1989 | 250 cc | Aprilia   | Aprilia AF 1V | JAP DNF | AUS 18  | VST 11  | SPA 11  | NAT 7   | DUI (†) | OOS -   | JOE -   | NED -   | BEL -   | FRA -   | GBR -  | ZWE -   | TSL -  | BRA - | 19     | 22e    | 0             | Sito Pons, Campsa-JJ Cobas-HRC-Honda NSR 250   |                                |